# Jeanne Couët
 (mai 2025).
Si vous disposez d'ouvrages ou d'articles de référence ou si vous connaissez des sites web de qualité traitant du thème abordé ici, merci de compléter l'article en donnant les références utiles à sa vérifiabilité et en les liant à la section « Notes et références ».
Pour les articles homonymes, voir Couët et Zézette.
Jeanne Couët était une actrice, autrice-compositrice et chanteuse québécoise. Elle est particulièrement connue pour son rôle de Zézette dans l'émission de radio du même nom diffusée sur les ondes de CKVL.

## Biographie
Jeanne Couët est née à Eastman, dans les Cantons de l'Est, au Québec, le 17 janvier 1917. Elle est la fille de Cyrille V. Couet, gérant de succursale à la Banque canadienne nationale et de Anne Théberge, musicienne. Elle passe son adolescence à East Angus où elle fait la rencontre de son futur époux, Fernand Robidoux.
Le couple fait ses débuts à la station de radio CHLT de Sherbrooke pour un salaire hebdomadaire commun de 15$. Ils emménagent ensuite à Montréal où ils sont embauchés par la station CKAC en octobre 1940. Jeanne occupe alors un poste de téléphoniste pour la station.
Jeanne épouse Fernand le 8 août 1942. Ils auront un fils, Michel, et une fille, Micheline.
Au printemps 1951, elle prête sa voix au personnage principal de Zézette, un feuilleton radiophonique jeunesse écrit par Ovila Légaré, produit par Maurice Thisdel et diffusé sur les ondes de CKVL. Les aventures de son personnage de gamine espiègle seront diffusées jusqu'en 1963. Jeanne composera et interprétera plusieurs chansons pour son personnage, qui seront endisquées,.
En 1955, elle ouvre une école de chant dite de «Petites Zézettes» qui accueillera près de deux cent élèves âgées entre 3 et 12 ans.
Elle décède à l'âge de 50 ans le 4 mai 1967 à Los Angeles.

## Radio
- 1951 à 1963 : Zézette de Ovila Légaré, CKVL.